# أل أندرسون (موسيقي)
أل أندرسون (بالإنجليزية: Al Anderson)‏ هو موسيقي وعازف قيثارة أمريكي، ولد في 11 أكتوبر 1950 في نيويورك في الولايات المتحدة.